# Jerzy Putrament
Jerzy Putrament, né le 14 novembre 1910 à Minsk (Empire russe) et mort le 23 juin 1986 à Varsovie, est un écrivain, homme politique et diplomate polonais.

## Biographie
Jerzy Putrament est né dans une famille engagée dans le patriotisme polonais. Sa mère étant d'origine russe, il est orthodoxe.
Au début de ses études de lettres à l'Université Étienne-Batory de Wilno en 1929, il appartient à la corporation Filomatii Vilnensis et est membre du mouvement de jeunesse national-démocrate dont il est vice-président. Au milieu des années trente il change totalement d'orientation politique se ralliant aux positions communistes, ce qui le conduit à être emprisonné.
Il fait ses débuts poétiques dès 1932 et appartient au groupe littéraire Żagary (pl). Il apparaît dans le livre La Pensée captive de Czesław Miłosz sous le pseudonyme « Gamma » (chapitre « L'Esclave de l'histoire »).  En 1937 il est accusé avec des camarades de faire de la propagande communiste dans le magazine Poprostu, qui doit fermer.
Après le déclenchement de la Guerre, il réside à Lwów occupé par l'Armée rouge et s'engage dans une association d'écrivains collaborant avec les autorités soviétiques. Il est amené à travailler avec le NKVD. En 1941, devant l'attaque des troupes allemandes, il va à Moscou où il reste jusqu'à la libération de Wilno en 1944. Membre de l'organisation communiste Związek Patriotów Polskich (pl), il participe à la constitution de la 1re armée polonaise du général Zygmunt Berling et devient commissaire politique de la 1re division d'infanterie Tadeusz Kościuszko.
De 1945 à 1950, il est ambassadeur de Pologne en Suisse puis à Paris. À son retour, il travaille à l'Union des écrivains (pl), où il exerce successivement les fonctions de secrétaire général puis de vice-président. Il est également rédacteur des revues littéraires Miesięcznik Literacki (1966 - 1971) et Literatura (pl) (1955 - 1968). 
Membre du comité central du Parti ouvrier unifié polonais (suppléant de 1948 à 1964, titulaire de 1964 à 1981), il est député à la diète de 1952 à 1961.
Il est également président de la fédération polonaise des échecs (1954–1957 et 1963–1973).

## Œuvre

### Poésie
- 1934 – Wczoraj powrót
- 1937 – Droga leśna
- 1944 – Wojna i wiosna
- 1951 – Wiersze wybrane

### Prose
- 1936 – Struktura nowel Prusa
- 1946 – Święta kulo
- 1947 – Rzeczywistość
- 1952 – Wrzesień
- 1952 – Notatnik chiński
- 1953 – Od Wołgi do Wisły
- 1953 – Na literackim froncie
- 1954 – Rozstaje
- 1955 – Trzy powroty
- 1956 – Notatki polemiczne
- 1956 – Dwa łyki Ameryki
- 1956 – Wakacje
- 1957 – Wypadek w Krasnymstawie
- 1957 – Trzynasty z Wesołka
- 1958 – Strachy w Biesalu
- 1959 – Kronika obyczajów
- 1959 – Fiołki w Neapolu
- 1961 – Arka Noego
- 1961 – Arkadia
- 1961 – Chińszczyzna
- 1961 – Pół wieku, t. I
- 1961 – Pół wieku, t. II
- 1963 – Cztery strony świata
- 1963 – Pasierbowie
- 1964 – Odyniec
- 1966 – Puszcza
- 1967 – Małowierni
- 1969 – Bołdyn
- 1977 – Hiszpańska szkoła jazdy
- 1979 – Akropol
- 1979, 1980 – Wybrańcy (2 tomes)